# جورج وود (صحفي)
جورج وود (بالإنجليزية: George Wood)‏ هو صحفي أمريكي، ولد في 1949.